# Abby Wambach
Mary Abigail "Abby" Wambach (Rochester, 2 de junho de 1980) é uma ex-futebolista estadunidense. Foi uma das integrantes da Seleção de Futebol Feminino dos Estados Unidos da América que conquistou a medalha de ouro olímpica em Atenas 2004 e Londres 2012.

## Carreira
É vencedora da Bola de Ouro da FIFA de 2012. Foi ganhadora duas vezes do prêmio U.S. Soccer Athlete of the Year, e joga na seleção feminina americana desde 2003. Possui maior número de gols dentro da Seleção de Futebol Feminino dos Estados Unidos e também o recorde internacional de gols feitos tantos por jogadores homens quanto por mulheres . Abby competiu em três Copas do Mundo de Futebol Feminino: a de 2003, 2007 e 2011. Participou duas vezes do Futebol nos Jogos Olímpicos: 2004 em Atenas e 2012 em Londres. Nesses cinco eventos, ela jogou em 29 partidas e fez 22 gols.
É conhecida por fazer gols com cabeçadas, técnica que começou a desenvolver na sua juventude em Rochester, Nova York. Um dos seus mais notáveis gols com cabeçadas ocorreu em 2011 nas quartas de final contra o Brasil da Copa do Mundo Feminina. Foi um gol de empate no último minuto, e depois de derrotar o Brasil nos pênaltis, as americanas competiram contra o Japão.  Seu gol de último minuto definiu um novo recorde para gol feito mais tarde em uma partida e foi premiado pelo ESPN's 2011 ESPY Award for Best Play of the Year. Foi premiada com a chuteira de bronze e bola de prata na competição. Foi a primeira pessoa premiada Atleta do Ano pela Associated Press. 20 de julho foi nomeado "Abby Wambach Day" em Rochester, e ela recebeu a chave da cidade.
Em 2012, foi eleita Melhor jogadora do mundo pela FIFA, sendo a primeira americana a receber o prêmio em dez anos.
Aposentou-se em outubro de 2015.

## Vida pessoal
Abby casou-se em 5 de outubro de 2013 com sua parceira de longo tempo Sarah Huffman.
Em Setembro de 2016 foi anunciado que se iriam divorciar.
Ainda nesse ano em Novembro de 2016 assumiu uma relação com Glennon Doyle Melton de quem está noiva desde Fevereiro de 2017.
No dia 14 de Maio de 2017 casou com Glennon.